# Justo a tiempo (programa de concursos)
Justo a tiempo fue un programa de concursos en vivo producido por la productora "Win TV" y televisado por la cadena Telefé de Argentina.
El programa se emitió durante tres temporadas en Argentina, y fue exportado a Bolivia, España y México.

## Formato
El programa consiste en que el presentador, al empezar el programa, de un tiempo para jugar (en la primera temporada era de 10 a 15 segundos y en la segunda temporada de 3 a 6 segundos). A partir de que él dice «justo... a... ¡tiempo!», comienza el juego: el público debe contar el tiempo mentalmente. Una vez que alguien cree haber contado el tiempo se debe sentar en el asiento, puesto que haciendo esto detiene el cronómetro personal y se podrá saber cual concursante estuvo más cerca de sentarse cuando el tiempo exacto pedido. El concursante que se sentó parando el cronómetro lo más cerca posible al tiempo marcado, procede a jugar a un juego especial; también pasará a sentarse en el «trono», un sillón ubicado en la parte posterior de la platea de los participantes. Más adelante, en los siguientes juegos, lo pueden «destronar» si alguien se sienta y para el cronómetro en un tiempo inferior al concursante que está en ese momento en el trono.
En cada juego, si alguien gana se lleva dinero. El objetivo del programa es que el concursante del trono se mantenga ahí hasta el final del programa y nadie lo destrone. Al final, el concursante que esté en el trono, gana 100 000 o 50 000 pesos dependiendo de la modalidad que elija en «El juego del minuto». Si gana ese dinero, se lo sumarán al resto del dinero que ganó en el juego cuando aspiraba a subir al trono. Los concursantes destronados se llevan lo que han ganado en el juego que jugaron antes de sentarse en el trono.

## Temporadas
La primera temporada del programa se emitió desde el lunes 20 de abril hasta el 28 de diciembre de 2009. La segunda temporada comenzó el 19 de abril y terminó el 23 de diciembre de 2010. La tercera temporada comenzó el 10 de mayo y terminó el 7 de diciembre de 2011.

### Primera temporada
El programa debutó en la pantalla de Telefé el 20 de abril de 2009 con picos de 23,4 puntos de índice de audiencia. Además de contar con la conducción de Julián Weich el ciclo incluía a Leandro Penna y Delfina Gerez Bosco (que habían sido los bañeros del programa El muro infernal), Zaira Nara, Fierita y Tuqui.
Justo a tiempo tuvo una repercusión mayor a la esperada, por lo cual su duración se extendió entre media y una hora todos los días. La temporada finalizó el 28 de diciembre de 2009.

### Segunda temporada
Claudio Villarruel, gerente de programación de Telefé, decidió hacer una segunda temporada de Justo a tiempo en 2010 por su buena audiencia en las noches del canal. Esto fue comunicado a la productora del show (Win TV), la cual estuvo de acuerdo con llevar a cabo un nuevo año del ciclo y finalmente la noticia fue comunicada a la prensa.
La segunda temporada comenzó el lunes 19 de abril de 2010 a las 21:15 en Telefé. El primer programa de la nueva temporada tuvo 23,5 puntos de índice de audiencia con un pico de 26,4 en el momento de la visita.
En esta temporada hubo muchos juegos nuevos, como el "Tirando palabras", en el que Julián coloca tres letras que pertenecen a una palabra, y dos participantes, acompañados por Tuqui y Fierita tienen que adivinar de que palabra se trata, "El reloj", en el que un participante esta en un reloj con un botón y tiene tratar de prender todos los números con el mismo, y "Que no decaiga", en el que dos participantes deben ir tirando ladrillos de una pared, y el que la tire primero es quien pierde.
Luego están "La visita" y "El cronómetro", que también estaban el año anterior, pero tienen algunas diferencias, ya que en el primero mencionado la visita está detrás de un biombo, salvo algunas veces, y en "El cronómetro", en vez de esperar casi todo el programa para detenerlo, esperan unos segundos luego de haberlo accionado y luego lo detienen.
El programa llegó a su fin el 23 de diciembre de 2010.

### Tercera temporada
A partir de 4 de marzo de 2011 ya estaba confirmada la tercera temporada de este popular programa. Días más tarde se confirmó que iría a las 14:00 de lunes a viernes, comenzando su emisión el martes 10 de mayo de 2011. Esta primera emisión logró picos de 13 de índice de audiencia.
Luego, con el fin de mejorar el rendimiento de la tarde del canal, el programa se transfirió a las 17:00. Su audiencia se ha ido incrementado con el correr de las emisiones; llegó a tener 18 puntos de índice de audiencia.

## Juegos
En el programa se presentan diversos juegos. Además de los juegos que van haciendo los participantes en el estudio, también juega la gente desde su casa a través de llamadas telefónicas.

### Juegos con participantes de la tribuna
El automóvil: consiste en que el concursante se siente dentro de un coche que está girando sobre su eje, y en un minuto debe encontrar la llave que lo arranca para llevárselo. Dentro del coche hay cien llaves, y están en sendas pelotitas de colores, puesto que el concursante debe agarrar, una pelotita, extraer la llave de adentro, y con todas las otras pelotitas "volando" por todos lados, pues el coche está dando vueltas. Debe meter la llave y ver si arranca el coche, si no pasa eso, debe coger otra e intentarlo de nuevo; así con el mayor número de llaves posibles. Los lunes las llaves son cien, pero hasta el viernes, las que fueron usadas para ver si el auto prendía, se deshechan y la semana próxima vuelven a utilizarse.
El cubo mágico: el concursante debe entrar en un cubo mágico gigante con los ojos tapados, y allí encontrar la ropa que le han escondido anteriormente y vestirse como un personaje concreto. El cubo comienza a girar, y el concursante debe vestirse correctamente antes de que el cubo pare de girar. Con el participante entran Defina, Leandro o alguna de «las focas» a ayudar al participante a disfrazarse.
La mosca: el concursante tiene tres sobres, entre esos tiene que elegir uno. En el mismo hay un fajo de dinero, y el concursante tiene 2 minutos de tiempo para contar el dinero sin sacar la goma del fajo, mientras Weich hace preguntas matemáticas sencillas para complicarle al concursante la cuenta. Si el participante responde mal a la pregunta, debe volver a empezar a contar el fajo desde el principio, y si llega a contar todo el dinero dentro del tiempo y dice el total correctamente, se lleva el monto total.
La visita:
Un famoso viene al concurso, y el concursante de la tribuna junto a los tres panelistas que normalmente son Zaira, Tuqui y Fierita (aunque a veces varían como que Julián juegue o que en vez de Zaira juegue Wanda Nara) cuyos ojos están vendados, deben adivinar quién es «La visita» a partir de preguntas que le hacen. «La visita» siempre debe responder con un «sí» o con un «no». La persona famosa, llamado como «la visita» durante todo el juego, no puede hablar ni emitir sonido alguno, excepto que Weich lo autorice. La función de los tres famosos es ayudar al concursante haciendo preguntas a la visita, e intentar entre los cuatro adivinar quien es el famoso. Todas las preguntas formuladas son contestadas por el conductor.
La visita especial: mismo formato que la visita, solo que los adivinadores juegan con los ojos al descubierto y deben adivinar la profesión del invitado, el cual no es famoso.
El minuto: se juega antes de «La visita». Consiste en que el concursante que se quedó en el trono gane el premio mayor: 100.000 pesos. Este juego es similar al que juega toda la tribuna, solo que el concursante debe detener el reloj en un minuto, mediante un pulsador que tiene en un atril. El reloj debe detenerse en 1:00:00 exacto para llevarse los 100.000 pesos. De lo contrario el participante gana 1000 $ más lo que ganó en el juego en el que participó antes de acceder al trono. Si lo detiene entre más o menos de 1 segundo gana 10.000 $. También el participante puede elegir jugar viendo el reloj por 50.000 $ pero si no lo detiene en exactamente 1:00:00 gana 50.000. Lo más cerca que se estuvo fue a 1 centésima (mirando el cronómetro).
El adivinador: consiste en selecionar tres personas de la tribuna, el participante es puesto a espaldas de una pantalla con una imagen, mientras Zaira, Tuqui y Fierita (o ―en el caso del 11 de noviembre de 2009― los participantes de la tribuna elegían entre Zaira, Tuqui y Fierita para darle pistas al participante sobre la imagen, o el participante podía elegir a Leandro, Delfina y Natalia)tienen que ayudarlo a que adivine la foto, la frase o un símbolo que tiene atrás, etc. el participante que adivine la mayor cantidad de palabras gana el premio.
El cine del terror: consiste en seleccionar a las tres personas de la tribuna con el mejor promedio. Estos jugaran en orden del peor al mejor promedio. Después se sientan junto a Leandro, Fierita, Tuqui y Naty en cinco butacas de cine (dos adelante y tres atrás) que hacen distintos tipos de movimientos que son controlados por Julián, usando un tablero de controles que se encuentra junto a él. Cuándo ya está sentado debe colocarse en la cabeza un casco con canasta dentro del que va un balde de pochoclos (anteriormente solo lo mantenían sobre la cabeza con las manos) durante un minuto. Una vez que pase el minuto, debe ir a depositar en un recipiente lo que quedó adentro del valde de pochoclos y el participante que haya juntado mayor cantidad de pochoclos durante su vuelta gana.
Si se llega a empatar, los dos que empataron se sientan en los asientos de adelante y el que termine con el valde más lleno gana. Tuqui, Leandro y Fierita también se sientan, aunque no tengan que sostener ningún valde durante el minuto del desempate.

### Juegos a través de llamadas telefónicas
El departamento: consiste en que la gente en sus casas debe medir el tiempo desde que el conductor pone en marcha un cronómetro hasta que lo detiene. La persona que juega por teléfono (se elige aleatoriamente) debe decir los minutos, segundos y centésimas según su cronómetro. Si coincide todo, gana un departamento, si comete un error por apenas centésimas, se lleva el dinero directamente proporcional a la diferencia (si la persona termina a una centésima gana 50.000, si esta a dos: 40.000, a tres: 30.000, a cuatro: 20.000, a cinco: 15.000, a seis: 10.000, a siete: 5.000, y si acierta solo los minutos gana 2.000), pero si la diferencia es de segundos o minutos, gana mil pesos por participar. El presentador suele encender el cronómetro al principio del programa y generalmente lo detiene después del juego de «La visita».
El pescadito: el conductor se pone una máscara de buceo (la lente es una pecera con peces naranjas en su interior) y un esnórquel y uno a uno va diciendo los 10 objetos que hay en un escritorio sin que un concursante elegido aleatoriamente por teléfono los vea, y éste debe averiguar qué es lo que está diciendo el conductor. La dificultad consiste en que las palabras que el conductor pronuncia son distorsionadas por el agua, complicando su correcta interpretación. El juego no es por tiempo pero pasados algunos intentos fallidos del concursante, éste pierde la opción de averiguar ese objeto y conductor sigue con el próximo objeto.
El peso justo: juego patrocinado por Frávega. El concursante (por teléfono) debe adivinar cuanto pesa un televisor LCD y una lavadora de ropa de la marca, además de un objeto o varios que no tienen nada que ver, por ejemplo una camisa, una tabla de planchar, o incluso los propios Delfina y Leandro, ayudantes del programa. Si el concursante acierta el peso justo, se lleva el lavarropa y el televisor LCD.
El juego del billete de 2 pesos: juego patrocinado por la fábrica de motocicletas Motomel. En cada programa se sortea un número de serie de billete de 2 pesos, por ejemplo: «42737419H». El concursante, desde su casa, debe enviar un mensaje de texto con el número de serie más cercano al sorteado que tenga en su casa (debe ser una serie de un billete de 2 $ y tener la letra final que haya salido en el sorteo: F, G, H o I). En el próximo programa si tiene el número exacto gana una moto de Motomel, sino, la persona que tenga el número más cercano al billete sorteado gana 1000 $.
Las facturas: juego patrocinado por Pago Fácil. La persona en línea juega para que el programa le pague 4 facturas: la del teléfono, la del gas, la de la electricidad y la del agua. El concursante tiene derecho a elegir por cual factura va a jugar en primer, segundo, tercer y cuarto lugar. El concursante tiene que contestar cuatro preguntas, de una en una; si las contesta correctamente se le paga la factura correspondiente y si contesta mal pierde la posibilidad. Por ejemplo, si decide jugar primero por la factura de la electricidad y responde bien, se le paga esa factura; de lo contrario no se le paga. Luego de haber respondido todas, algunas o simplemente ninguna de las preguntas, le preguntan una última pregunta aparte de las otras en la que si responde correctamente se le paga al concursante 200 $ de carga en el celular.
Las mandarinas: el concursante a través del teléfono tiene que elegir entre tres mandarinas, y deducir cuántos gajos tiene la misma. Si acierta se lleva mil pesos, de lo contrario no gana nada. Actualmente se dejó de jugar este juego, posiblemente para no desperdiciar comida y porque era muy poco higiénico.
Pasaplatos: se sientan en una mesa Julián, Delfina, Leandro, Natalia, Zaira, Fierita y Tuqui. Cada uno tiene un plato, de ellos uno en su parte inferior dice «Justo», el otro «a» y un tercero dice «tiempo»; los otros platos están vacíos. Antes de comenzar el juego, muestran al concursante quiénes tienen esas palabras en el plato. Luego todos comienzan a mezclarlos y cuando terminan el concursante debe decir quiénes se quedaron con esos tres platos. Por cada plato que acierte la persona gana 300 $, por lo que el máximo que puede ganar son 900 $, pero si el concursante acierta los tres platos se «redondea» la cifra y se lleva mil pesos.
Los días 29, el plato es reemplazado por un plato de ñoquis, en lugar de uno de pizza y en su lado inferior hay pegados billetes de 2 pesos, que el participante deberá encontrar, con el mismo sistema que siempre, solo que en este no importa el orden.
La foto al revés: al participante telefónico le muestran cinco fotos al revés, de a una, en tres segundos. El participante debe adivinar en 5 segundos quién es ese personaje o famoso para ganar 100 $ por cada foto que acierta. El máximo para ganar son 500 pesos. El juego dejó de jugarse.
Las escondidas: el participante debe encontrar a los conductores y coconductores, guiando a Julián (diciéndoles dónde están) en un minuto. Por cada persona que encuentra son 200 $.
El contorsionista: el participante debe adivinar una palabra, para eso las dos focas realizan la forma de cada letra tratando de que el participante adivine las letras y luego la palabra completa. Si el participante adivina la palabra gana 500 $. El juego dejó de jugarse por un tiempo pero ahora volvió, solo que desde entonces las focas suelen tomar a algunos de los participantes de la tribuna para hacer la forma de algunas letras con ellos.
El changuito: en el juego hay tres changuitos (uno de Natalia, otro de Zaira y el otro de Delfina) cargado con productos. El participante elige un changuito y debe contestar tres preguntas sobre un tema en especial(televisión, deportes o general) según el changuito que haya elegido. Si responde las tres preguntas correctamente, se gana el changuito y participa por otro. Los changuitos suman 1500 $.
El mosquito: el juego coinsiste en con una gomera y una pelota pegarle a tarros y sacar mosquitos de dengue, algunos tarros hay más dinero que en otros

## Promociones
Sancor y Julián 3 casas te dan: el participante telefónico debe elegir cinco productos Sancor de la alacena y se gana los premios que cada producto tiene atrás (por ejemplo, una notebook, un lavarropas, un LCD, etc). Los premios van rotando entre los productos para impedir la memorización de su ubicación.

### Otros
El chorizo de oro: dos participantes se presentan a competir haciendo cada uno un asado que luego es degustado por Paladar Negro en cuatro cortes: morcilla, chorizo, vacío y asado. La calificación mínima para cada corte es un paladar y la máxima 5 paladares. En el último corte el voto es secreto, y gana el Chorizo de Oro quien haya acumulado más paladares.
El chupetómetro: es una sección en la que bebés y niños chicos dejan su chupete en el chupetómetro. El juego es una remake del chupetómetro de «El show de Carlitos Balá», quien estuvo en la inauguración.
Casi siempre Julián les habla y les hace preguntas básicas, por ejemplo: "¿Cómo se llama el programa?", "¿Cómo me llamo yo?", "¿Vas a dejar el chupete?".1

## Elenco
- Julián Weich (Julián): conductor del programa
- Natalia Pupato (Naty): aparece en todos los sorteos del programa y en casi todos los concursos y juegos. Hace las voces de los peces en el juego del pescadito. Es la locutora del show y se podría decir también que es la coconductora del programa. Es la encargada de tirar los chupetes al chupetómetro.
- Zaira Nara (Zaira): única panelista mujer de la visita. También participa en el pasaplatos, la escondida, el cine de terror y en el adivinador. Hace una breve aparición antes de seleccionar al participante que jugará a la visita, en donde desfila y se queda con Julián hasta el final de la selección.
- Delfina Gerez Bosco (Delfina): la secretaria de Julián. Participa en el pasaplatos, la escondida y el cine de terror, y acompaña a Julián en el cronómetro.
- Leandro Penna (Leandro): secretario de Julián. Aparece en La escondida, El automóvile y El cine del terror. También hace una breve aparición en El juego del billete, entrando con la moto que se puede ganar la persona que tenga el número exacto.
- Gabriel Pinto (Tuqui): panelista de la visita. También aparece en el pasaplatos, la escondida, el cine de terror y el adivinador.
- Guillermo Catalano (Fierita): Panelista. Participa también en la escondida, el cine de terror y el adivinador.
- La foca negra (Nazareno Móttola): excelente acróbata, enamorado de la foca rosa. Aunque hace otras apariciones, también participa en el contorcionista y jugando a la escondida. Una vez también participó del pasaplatos al estar ausente Zaira.
- La foca rosa (Natalia Kim): una foca coqueta, de la cual está perdidamente enamorado la foca negra y ella ni lo registra. Siempre aparece acompañada de la foca negra. Participa en la escondida y en el contorcionista.
- Galatea (Natalia Kim): es un pez que habla con Julián antes del juego de «El pescadito». Además, cuenta un chiste cuando aparece. Su voz es interpretada por Naty.
- Pescatito (Natalia Kim): otro pez que habla con Julián, tiene voz de hombre y acento mexicano. No aparece mucho pero cuando aparece cuenta un chiste. Su voz también la hace Naty.
- Homer Simpson: es un muñeco inflable del personaje de Los Simpson, que tiene canción propia y que participa en los sorteos y en la escondida (una vez él fue la visita). Es interpretado por un bailarín llamado Mauricio Trech.
- Paladar Negro (Diego Alarcón): es el encargado de degustar y calificar el asado en el concurso «El chorizo de oro». En un asado femenino que se hizo, en el cual dos mujeres competían, apareció vestido de mujer diciendo que era su hermana, "María Esther Negro".
- George Lucas Del Pozo (Diego Alarcón): interpretado por la misma persona que Paladar Negro (en un capítulo a Julián se le escapa llamarlo «Néstor»). Este personaje es nuevo en el programa y viste una elegante galera, chaleco y pantalones, los tres rojos, con una camisa, medias y zapatos blancos. Es el encargado de "guardar la plata" que Julián tiene para entregar. Cada tanto Julián le pide un poco de ese dinero para entregarle a alguien (se sortea un cupón y se llama a la persona por teléfono). Aparece en todos los llamados telefónicos, excepto en el del departamento, donde Julián está acompañado de Delfina.
- Andrea Petrone (la escribana): es la escribana del programa, la cual está presente en todos los sorteos del programa para corroborar que esté todo bien a la hora de sacar el cupón y de llamar. También chequea antes que nadie el tiempo del departamento y lo anota en un sobre confidencial por si el cronómetro se descompone, cosa que ha pasado ya varias veces.

## Versiones en otros países

### España
El programa se estrenó en España en marzo de 2010 en el canal Cuatro de la mano de la productora Isla Producciones (participada por Carlos Sobera) bajo la presentación de Iñaki López con el fin de levantar la audiencia de las tardes del canal venida a menos tras la finalización del reality show estrella de la cadena Fama, ¡a bailar! y después del fracaso del innovador Lo que diga la rubia. No obstante, el programa no obtuvo los resultados esperados de audiencia y fue cancelado, emitiendo su último programa el 22 de abril de 2010.

### Bolivia
Se estrenó el 1 de marzo de 2010 en el canal Red PAT. Es presentado por Pablo Fernández y la reina Santa Cruz 2009, Jéssica Suárez y en compañía de Marco Antelo y Carla Butteler, se difunde de 21:35 a 23:45 hora boliviana desde Santa Cruz de la Sierra a todo el país, muestra muchos juegos divertidos y concurso donde sí o sí se premian a los participantes.
Los premios son:
- Un lujoso departamento en el condominio Torres Suant en Santa Cruz.
- Un Toyota 0 km[5]
- 50000 Bs.[6]
- Zapatos de Azaleia.
- 300 Bs.
- Una PlayStation 3
- Electrodomésticos
- Una caja de chicle
- Un carrito de supermercado con productos.
- Deudas del hogar pagadas

Los concursos son:
- El cronómetro.
- La peta al espiedo.
- La cenicienta.
- La selección.
- Festejo Coca-Cola (Solo por el Mundial de Fútbol de 2010).
- El adivino
- Los sentidos
- Lector de mente (memoria).
- El pasaplato.
- Mascachicle.
- La visita.
- El pescadito.
- El cine a capela.
- Precio justo.
- Te pago la factura.

### México
La versión mexicana del show fue producida por TV Azteca y comenzó a ser transmitida el 18 de octubre de 2010, bajo la conducción de Raquel Bigorra y Mauricio Barcelata.
El programa era emitido en el horario de las 13:00 a las 14:30 por el canal Azteca 13, tomando muchas de las secciones de la versión original, y algunas otras adaptadas a la audiencia mexicana.
De acuerdo a Mario San Román, director de contenidos de TV Azteca, el programa no podía ser visto por muchas familias entre semana, por lo que se decidió cambiar la emisión a los sábados a las 15:30 horas. Sin embargo, unas cuantas semanas después el programa fue retirado del aire.